# Secret Passion
Secret Passion è il settimo album di studio della cantante pop francese Amanda Lear, pubblicato nel 1987 dall'etichetta discografica Carrere. È il primo album interamente di inediti della cantante dopo Tam-Tam del 1983 e il primo dopo lo scioglimento del contratto con la major tedesca BMG.
L'album, prodotto da Steven Singer e Christian De Walden, doveva essere il ritorno musicale della cantante dopo cinque anni di successi televisivi in Francia e in Italia ed è stato pensato come veicolo per conquistare il mercato anglofono puntando su un sound new wave/pop e discostandosi dal genere disco. Sfortunatamente poco prima dell'uscita la Lear è stata vittima di un grave incidente automobilistico ritardandone così l'uscita e impedendo un'adeguata campagna pubblicitaria.
L'album è stato pubblicato solo in alcuni paesi europei e tre i singoli estratti: Wild Thing (cover di un successo del 1965 dei The Troggs), Aphrodisiac e She wolf, questi ultimi due realizzati anche in lingua francese con il titolo, rispettivamente, di Aprhodisiaque e Les femmes (questa versione è stata utilizzata come sigla di chiusura del programma televisivo francese Chercéz la femme condotto allora dalla Lear su La Cinq).

## Tracce
LP (Carrere 66 408)
1. Desire - 4:18 (C.Roberts, F.Anselmo)
2. Wild Thing - 3:36 (Chip Taylor)
3. I Want My Name on a Billboard - 4:25 (Steve Singer, Peter van Asten, M.Harris, Richard de Bois)
4. She Wolf - 4:17 (M. von Ritz, G.M.Johnson)
5. Mannequin - 3:32 (Amanda Lear, M.Prince)
6. I'm a Mystery - 4:35 (Amanda Lear, R.Vincent, Seraphim)
7. (Note Spelling of Mystery) Aphrodisiac - 3:44 (Amanda Lear, L.Macaluso, Mike Stepstone, Steven Singer)
8. Times Up - 4:55 (Bob Esty, Mara Cubeddu, Michael Bernard)

### Altre tracce
- Wild Thing (Extended Version) - 5:11
- She Wolf (Special Long Version)	- 6:10
- Les Femmes - 4:09
- I'm a Mistery (Remix) - 5:16
- Aphrodisiaque - 3:38
- Times Up (Extended Version) - 7:15
- Follow Me (The Special 1987-Mix) - 7:18
- Follow Me (Radio Mix) - 3:49